# Duquesne (1924)
Duquesne byl francouzský těžký křižník stejnojmenné třídy. Křižník se účastnil druhé světové války. Po francouzské kapitulaci kotvil v Alexandrii, kde musel být po vyjednávání s Brity odzbrojen a internován (měl zde odzbrojený kotvit až do konce války). Po zániku vichistické Francie se Duquesne 30. května 1943 vrátil na stranu spojenců, byl modernizován v USA a do konce války sloužil v silách Svobodných Francouzů. Po válce sloužil do roku 1950 jako cvičná loď. Poté byl vyřazen. V roce 1955 byl sešrotován.